# ピーテル・サウトマン
ピーテル・サウトマン (Pieter Claesz. Soutman, 1593年から1601年の間 - 1657年8月16日) は、オランダの画家、版画家。

## 生涯
ピーテル・サウトマンはハールレムで生まれてハールレムで亡くなっている。6人兄弟の末っ子で、彼の実家はハールレムのビール醸造所De Wereltを所有しており、裕福であったようである。18世紀初めに画家の伝記を出版したアルノルト・ホウブラーケン(1660-1719)によると、サウトマンはアントウェルペンでピーテル・パウル・ルーベンスのもとで修業した。その期間は1609年から1618年までで、ルーベンスの原画をもとに版画を制作したりした。1619年に聖ルカ組合に登録され、1620年にアントウェルペンの市民権を得た。同時代の画家フランス・ハルスやヘンドリク・ヘリッツゾーン・ポト、ピーテル・クラースゾーン等の影響を受けたものと思われる。版画をヤーコプ・マータムに学んだとされる。

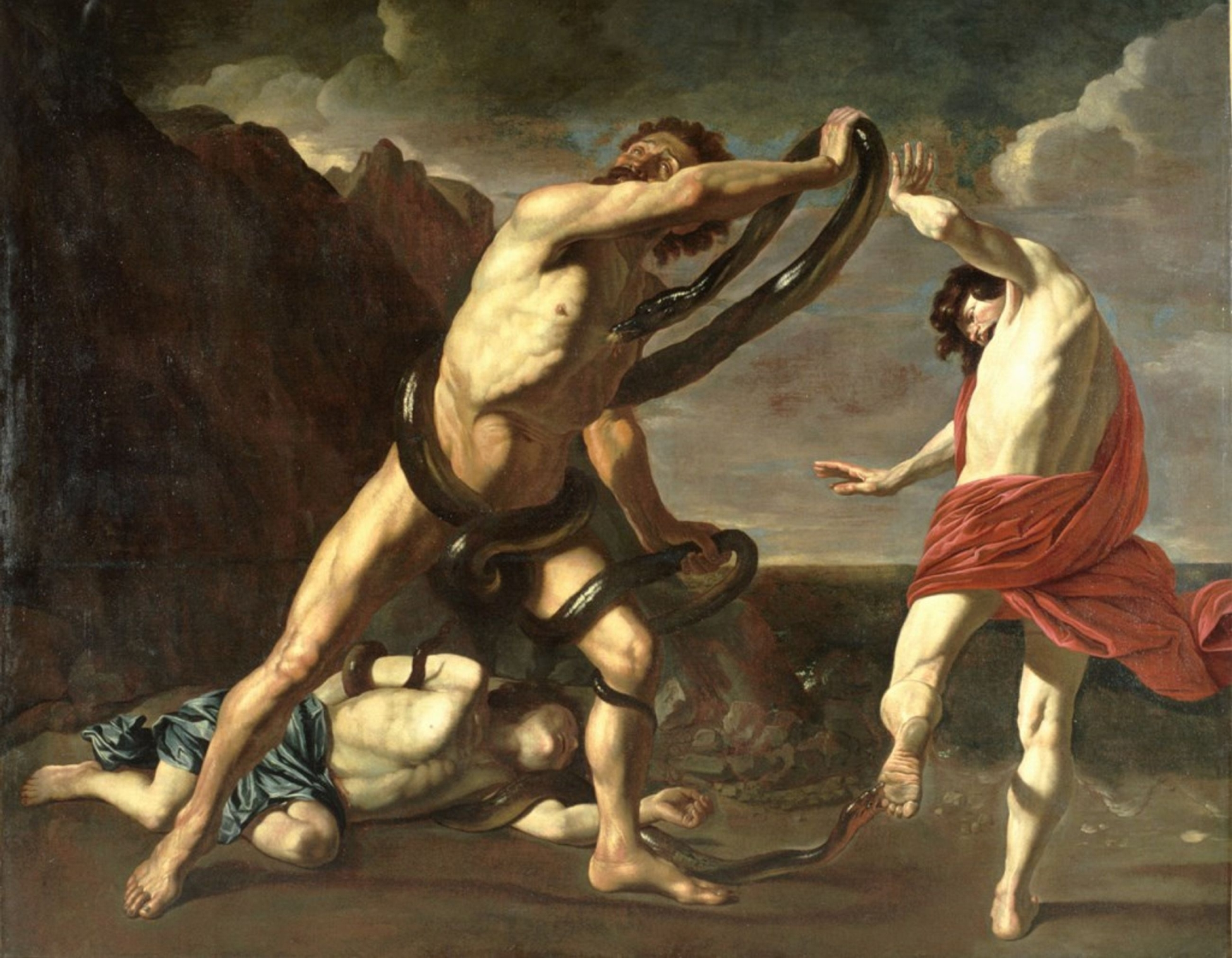
ピーテル・サウトマン「ヘビに噛まれたラオコンとその息子たち」(1610)ボルドー美術館蔵

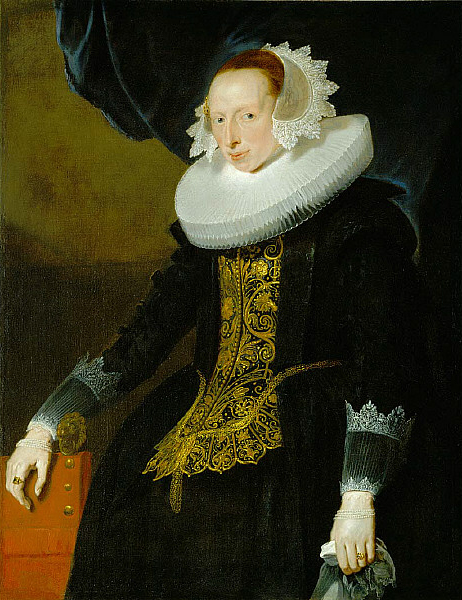
『女性の肖像』(1625-30)セントルイス美術館

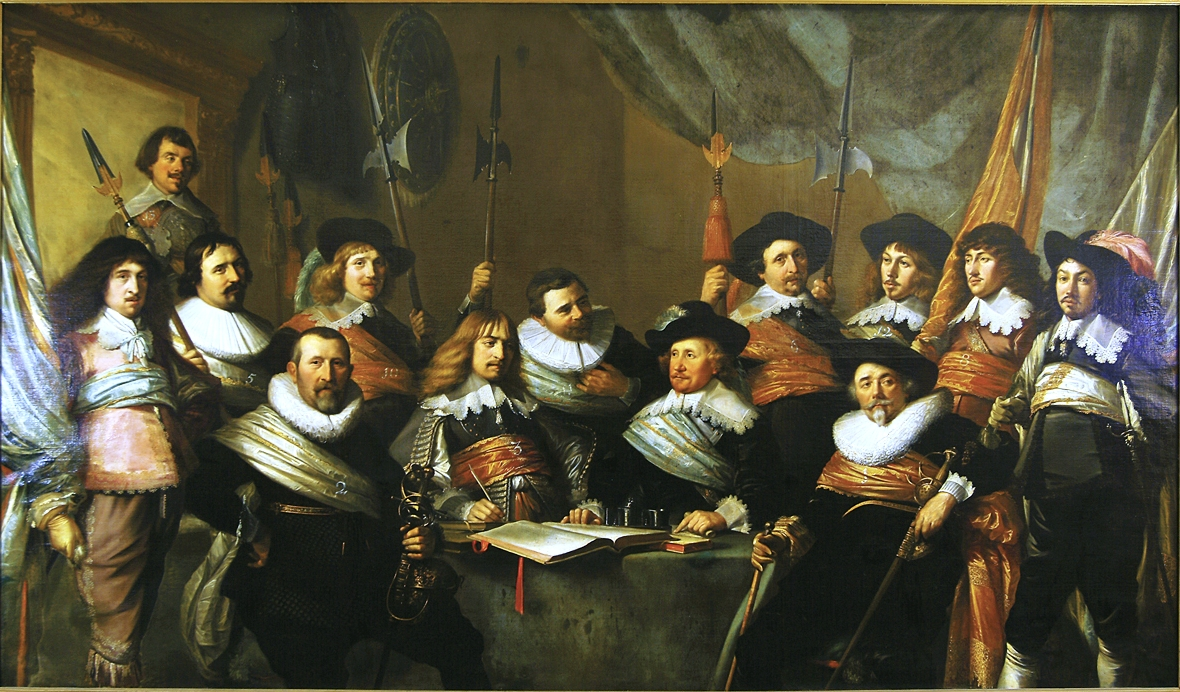
『ハールレムの市警団』(1642)フランス・ハルス美術館蔵

ヴワディスワフ4世がアントワープを訪問した際、ルーベンスはサウトマンを優れた画家として紹介したようである。 同年、サウトマンはポーランドに赴き、1624年に宮廷画家に任じられた。
1628年までジグムント3世に仕えた後に、ハールレムに戻り、1633年にハールレムの聖ルカ組合の組合長になった。サウトマンは成功した肖像画家となり、多くの集団肖像画の依頼を受けた。

## 参照
1. 1 2  Pieter Claesz. Soutman in the w:RKD
2. ↑  Pieter Soutman biography in De groote schouburgh der Nederlantsche konstschilders en schilderessen (1718) by Arnold Houbraken, courtesy of the w:Digital library for Dutch literature
3. 1 2  （英語） Jerzy Malinowski (1993). Where East meets West: portrait of personages of the Polish-Lithuanian Commonwealth, 1576-1763 : exhibition catalogue. National Museum in Warsaw. p. 20. ISBN 83-71000-88-X